# 그래비티 맥스
그래비티 맥스(Gravity Max)는 타이완 타이중시 리바오러위안에 있는 롤러코스터이다.